# ESportovi
eSportovi vrsta su natjecanja u videoigrama. Najčešće se javljaju kao organizirana natjecanja u igrama s više istovremenih igrača koji se ovime bave profesionalno. Najčešći žanrovi igara povezani s eSportovima su strategija u realnom vremenu (eng. real-time strategy, RTS), pucačine iz prvog lica (eng. first-person shooter, FPS), borilačke igre i mrežna borilačka arena s više igrača (eng. multiplayer online battle arena, MOBA). Natjecanja, kao što su Svjetsko prvenstvo u League of Legendsu i The International, pružaju prijenose natjecanja uživo i nagrade za natjecatelje.
Iako su organizirana mrežna i izvanmrežna natjecanja u videoigrama dugo bila dio kulture videoigara, većinom su se održavala među amaterskim natjecateljima. U kasnim 2000.-tim godinama javlja se rast popularnosti ovakvih natjecanja među profesionalnim natjecateljima.

## U Hrvatskoj
Začetci se mogu pronaći u Hugu i Modulu 8.